# فوتا
فوتا (به لاتین: Fotta) یک منطقهٔ مسکونی در قبرس شمالی است که در Girne District واقع شده‌است. فوتا ۵۲۵ نفر جمعیت دارد.